# Uncial 0313
El Uncial 0313 es un manuscrito uncial griego del Nuevo Testamento. Según la paleografía, el uncial data del siglo V. En este manuscrito se encuentra una parte del Evangelio de Marcos y se puede apreciar en el Corpus Christi College (Cambridge), institución educativa que forma parte de la Universidad de Cambridge, Inglaterra.

## Descripción
El códice contiene pequeños fragmentos de texto del Evangelio de Marcos 4:9.15, en una de las hojas del pergamino. El tamaño original de la hoja es completamente desconocido. El fragmento que se conserva es de 10 por 2 centímetros.
El texto está escrito en una columna por página, el fragmento que se conserva solo contiene dos líneas.
Se encuentra en el Christopher De Hamel Collection (Gk. Ms 3) del Corpus Christi College (Cambridge) de la Universidad de Cambridge, Inglaterra.